# كورتناي بيليبايتيس
كورتناي بيليبايتيس (بالإنجليزية: Courtnay Pilypaitis)‏ مواليد 11 فبراير 1988، هي لاعبة كرة سلة كندية سابقة. لعبت في الدوري الليتواني لكرة السلة للسيدات. يبلغ طولها 6 قدم 1 بوصة (1.9 م). مثلت منتخب بلادها. شاركت في دورة الألعاب الأولمبية الصيفية سنة 2012. حققت المركز الثاني في بطولة أمم الأمريكتين لكرة السلة 2013 .

## سجل المنافسة
شاركت في المنافسات التالية:
- الألعاب الأولمبية الصيفية 2012
- كأس العالم لكرة السلة للسيدات 2014

## الميداليات
| الميدالية | المسابقة                             |
| --------- | ------------------------------------ |
| فضية      | بطولة أمم الأمريكتين لكرة السلة 2013 |

## روابط خارجية
- كورتناي بيليبايتيس على موقع الاتحاد الدولي لكرة السلة (الإنجليزية)
- كورتناي بيليبايتيس على موقع كرة السلة الأوروبية.كوم (الإنجليزية)
- كورتناي بيليبايتيس على موقع كلية كرة السلة في سبورتس رفرنس.كوم (الإنجليزية)
- كورتناي بيليبايتيس على موقع بروبوليرز (الإنجليزية)
- كورتناي بيليبايتيس على موقع سبورتس رفرنس (الإنجليزية)
- كورتناي بيليبايتيس على موقع أوليمبيديا (الإنجليزية)